# Barnvagnen
För andra betydelser, se Barnvagnen (olika betydelser).
Barnvagnen är en svensk dramafilm från 1963 med manus och regi av Bo Widerberg och foto av Jan Troell. Huvudrollerna spelas av Inger Taube och Thommy Berggren.
Filmen är en av titlarna i boken Tusen svenska klassiker.

## Handling
Britt Larsson jobbar på fabrik och vantrivs allmänt i tillvaron, har inga större intressen. Hennes liv består av tillfälligheter och tillfälliga intressen. Hon träffar genom en sådan tillfällighet Robban, som drömmer om en stor karriär som popsångare. I själva verket jobbar han på ett rörledningsföretag. De ligger med varandra i baksätet i hans bil, men efter denna natt försvinner han ur hennes tillvaro. Britt blir med barn, hon byter jobb och blir expedit.
Genom trycket från sin familj tvingas Britt acceptera tanken att ha sitt barn. Hon söker upp Robban på nytt och förvånar honom genom meddelandet om sin graviditet. Hon har haft några möten med Björn, som kommer från en helt annan miljö än Robban. Björn är en intellektuell yngling, hans mor jobbar på konstsalong, han har ett komplexfyllt förhållande till hennes borgerlighet. Robban och Britt kan inte hålla ihop. Deras samliv i den bostad hon hyr blir förstört.
Björn närmar sig Britt. Genom honom upplever hon någonting av en ny tillvaro. Han lär henne också att lyssna till musik, besöker Stadsbiblioteket med henne och spelar Vivaldi för henne. Också mellan Britt och Björn uppstår konflikter. Han förgår sig mot henne, förstår henne inte. Han försvinner ur hennes liv. Han är äcklad över sin mamma, över sitt eget liv, reser till Paris. Britt föder sitt barn. Efter detta finner hon en ny frihet. Hennes familj tynger henne inte mera, inte hennes miljö. Hon kan börja leva på ett annat sätt.